# Пукотина
Пукотине су механички дисконтинуитети стенске масе, по којима је кретање толико мало да се оно може занемарити у датом величинском подручју посматрања. Дакле, за разлику од раседа, пукотине су разломи, по којима „није дошло“ до кретања блокова стенске масе. 
Према начину постанка, пукотине се деле на: тензионе, компресионе и пукотине смицања. 
- Тензионе пукотине настају у равни која је нормална на раван максималне тензије.

- Компресионе или релаксационе пукотине настају у равни нормалној на осу максималне компресије. Карактерише их то што зјапе, или је тај отвор запуњен неким секундарним материјалом - калцит, итд.

- Пукотине смицања настају у h0l равнима, које са осама максималне тензије и максималне компресије (тектонске осе c и а) теоријски заклапају угао од 45°.